# Урсоловая кислота
Урсоловая кислота (также известная как урзоловая кислота, которую иногда называют урсоном, прунолом, малолом или 3β-идроксиурс-12-ен-28-оловой кислотой) — тритерпеноид с пятичленным циклом, обнаруженный в воске, покрывающем наружную поверхность кутикулы растений, яблок ещё в 1920 году. Она широко распространена в кожуре плодов, в травах и специях, таких как розмарин и тимьян.

## Нахождение в природе
Урсоловая кислота присутствует во многих растениях, в таких как Mirabilis jalapa, и в других, часто употребляемых в пищу, плодах и травах (например, в яблоках, базилике туласи (базилик священный), чернике, клюкве, цветах бузины, мяте перечной, розмарине, лаванде, орегано, тимьяне, боярышнике и черносливе). Яблочная кожура содержит большое количество урсоловой кислоты и родственных ей соединений.

## Возможные биохимические эффекты
Зарегистрировали число возможных биохимических эффектов, которые может оказывать урсоловая кислота, но их польза для здоровья человека не подкреплена клиническими исследованиями. Исследование in vitro показывает, что урсоловая кислота ингибирует пролиферацию раковых клеток путем прекращения активации сигнального белка STAT3, чем также может снизить пролиферацию раковых клеток и вызывать апоптоз. Исследования показывают, что урсоловая кислота ингибирует выработку JNK-киназы и интерлейкина-2, активацию клеточной линии JURKAT, лейкемических Т-лимфоцитов, что ведет к уменьшению пролиферации и активации Т-лимфоцитов. Урсоловая кислота слабо ингибирует ароматазу(IC50=32 мкм). Также заметили, что она увеличивает количество мышечной ткани, бурой жировой ткани, уменьшает избыток белой жировой ткани и связанные с ним состояния у испытуемых мышей, которым добавляли в пищу урсоловую кислоту. В пределах, необходимых для жизнедеятельности, концентрациях, урсоловая кислота также вызывает эриптоз (апоптоз эритроцитов, апоптоз-самоуничтожение поврежденных красных кровяных телец). Обнаружили, что она уменьшает атрофию мышц и стимулирует рост мышц у испытуемых мышей, также демонстрируя возможную кардиозащитную функцию.
Урсоловая кислота вызывает восстановление нервных клеток у испытуемых мышей после повреждения седалищного нерва. У исследуемых мышей с хроническим рассеянным склерозом, урсоловая кислота уменьшает дальнейшее повреждение нейронов и помогает восстанавливать защитную оболочку, покрывающую нейроны, частично подавляя Th17 иммунных клеток и активируя клетки-прекурсоры, образующие при развитии миелиновую оболочку, которую называют олигодендроцитом.
Урсоловая кислота улучшает состояние при употреблении домоевой кислоты, которая вызывает когнитивные нарушения у испытуемых мышей. Урсоловая кислота улучшает состояние при когнитивных сдвигах, вызванных рационом питания с высоким содержанием жиров, путем блокировки стресса эндоплазматической сети и IκB-киназы β/ядерного фактора-κB, опосредствующие воспалительные процессы у испытующих мышей. Урсоловая кислота уменьшает когнитивные сдвиги, вызванные липополисахаридами в головном мозге у испытуемых мышей, путем подавления p38/ядерного фактора-κB, опосредствующего воспалительные процессы. Урсоловая кислота улучшает состояние при когнитивных нарушениях и уменьшает окислительные повреждения мозга у стареющих испытуемых мышей, вызванного D-галактозой. Она также ускоряет восстановление печени у испытуемых мышей после частичного её удаления. Урсоловая кислота увеличивает число иммунных клеток и функцию бета-клеток поджелудочной железы при применении стрептозоцина при диабете у испытуемых мышей, вызванном рационом питания с высоким содержанием жиров. Урсоловая кислота увеличивает массу скелетных мышц, силу захвата и способность выдерживать физические нагрузки, чем увеличивает их продолжительность, уменьшая выработку генов, отвечающих за развитие мышечной атрофии и заметно уменьшает накопление усталости, вызванной физическими нагрузками.
Урсоловая кислота улучшает состояние при жировом перерождении печени, и нарушениях обмена веществ у испытуемых крыс, вызванных рационом питания с высоким содержанием жиров, которая приводит к неалкогольному жировому гепатозу.

## Применение
Урсоловую кислоту могут содержать растения, которые используют в качестве добавок к косметическим средствам. Также она может служить сырьем для синтеза производных веществ с более высокой биологической активностью, таких как экспериментальные противораковые агенты.